# Microcerculus marginatus
Microcerculus marginatus là một loài chim trong họ Troglodytidae.